# ロイヤルオーク駅

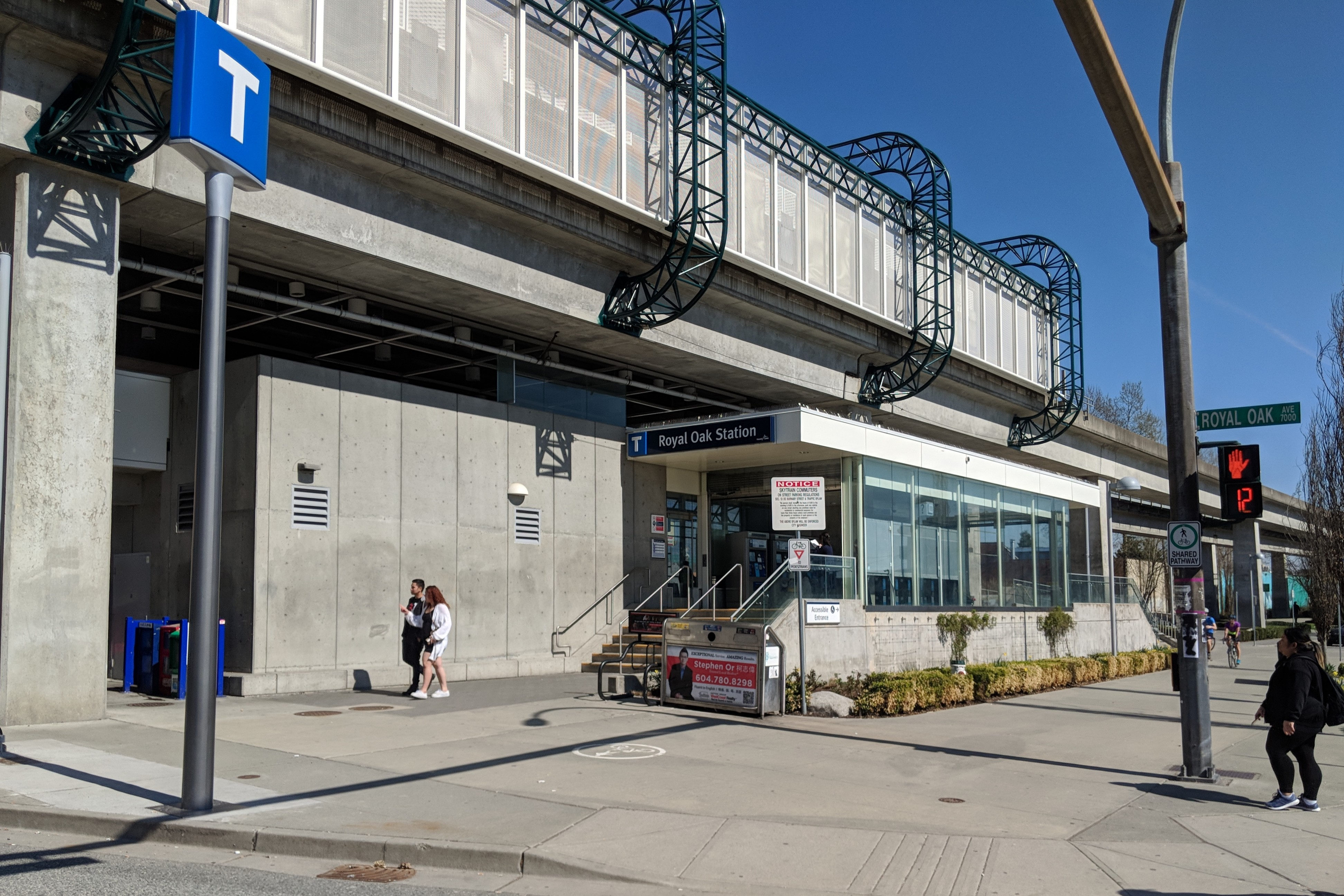
ロイヤルオーク駅外部

ロイヤルオーク駅（英：Royal Oak Station）は、スカイトレインの駅のひとつで、カナダ西部の玄関口バンクーバーの東に隣接するバーナビーにある。
ロイヤルオーク通り（Royal Oak Avenue）とベレスフォード通り（Beresford Street）の交差点近くに位置する。
1985年12月11日に開業した。

## 駅構造
島式1面2線の駅。高架ホームは1つのホームをエキスポラインが使用している。
| ホーム | 路線            | 行先                                        |
| ------ | --------------- | ------------------------------------------- |
| 1      | ■エキスポライン | ウォーターフロント駅方面                    |
| 2      | ■エキスポライン | プロダクション・ウェイ-ユニバーシティ駅方面 |
| 2      | ■エキスポライン | キング・ジョージ駅方面                      |

## 利用可能な路線
- エキスポ・ライン

## 隣の駅
■ エキスポ・ライン
メトロタウン駅 - ロイヤルオーク駅 - エドモンズ駅